# Alejo de Vahía
Alejo de Vahía (? - † cap a 1515), va ser un escultor gòtic de probable origen nòrdic, ja que la seva formació artística sembla procedir de la zona del Baix Rin. Es va establir a Espanya, on va desenvolupar la seva activitat escultòrica en un període imprecís, comprès entre 1475 i 1515. Es desconeix la data del seu naixement encara que se sap que va morir el 1515 o prèviament, deducció que fa Oliva Herrer a partir del cens de Becerril de Campos, en el qual apareix la seva dona com a vídua.
No firmava les seves obres i la seva personalitat s'ha reconstruït gràcies al seu estil personal molt definit, i a una sola dada documental. És, sens dubte, l'escultor amb major obra coneguda entre tots els que treballaven en Castella a finals del segle xv, però a causa de la seva constància en repetir esquemes i models -que, d'altra banda, fa molt fàcil el reconeixement de les seves obres- és molt difícil traçar una evolució estilística.
En un primer moment es va allotjar a València però a finals del segle XV va fixar la seva residència a la localitat de Palència de Becerril de Campos, aconseguint-ne una més que acceptable posició econòmica. En aquesta població va organitzar un pròsper taller que va proveir a un mercat ampli però modest, principalment a la zona de Valladolid i Palència. Mitjançant atribucions basades en l'estudi del seu estil, també se sap que va tenir relació amb la ciutat d'Oviedo, on entre 1491 i 1497 va intervenir en el cadiratge de cor de la seva catedral al costat de molts mestres estrangers.
Part de la seva obra està realitzada en pedra, com els sepulcres dels Núñez de la Serna a l'església de Sant Jaume de Valladolid o les mènsules que realitza en gran part del Palau de Santa Cruz, també a Valladolid. Tanmateix, la seva obra està composta majoritàriament per imatges devocionals, entre les quals destaca la María Magdalena del retaule major de la Catedral de Palència, el púlpit de la col·legiata d'Ampudia, els Doctors de l'Església del Museu Diocesà de Valladolid i una extensa sèrie de Verges amb el Nen.

## Primers estudis i situació actual

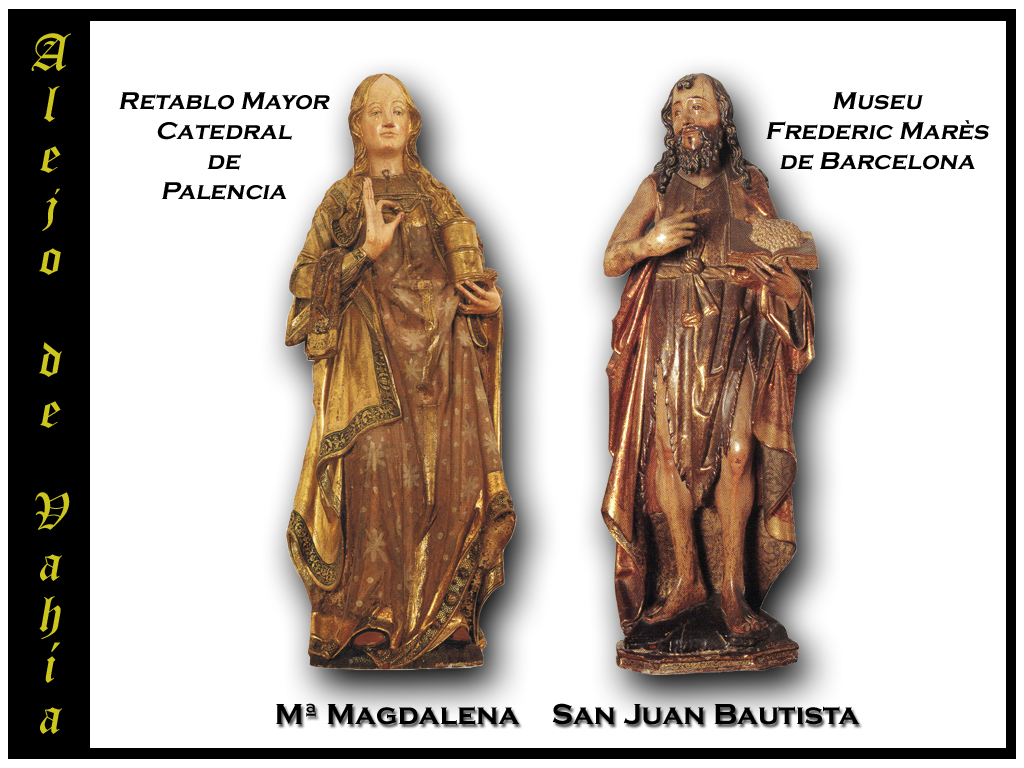
A través de la Magdalena de la catedral de Palència s'ha estudiat tot l'estil d'Alejo de Vahía. La pista del Sant Joan es va perdre, però l'historiador d'art Yarza Luaces, creu que el Sant Joan del Museu Marès de Barcelona és el que correspondria a l'encàrrec de 1505 per a la Catedral de Palència.

Pel que fa a la seva identificació, la figura d'Alejo de Vahía és relativament nova a la Història de l'art, encara que es coneixia l'existència d'una sèrie d'escultures a la zona de Tierra de Campos que indicava un estil personal i que presentava les característiques pròpies de l'últim període gòtic.
El primer a percebre's d'això va ser Weise - 1925-, qui va destacar la semblança d'un limitat nombre d'obres dins del cercle hispano-flamenc de Palència.
Wattenberg el 1964 va veure, a més, els mateixos trets a les escultures del Col·legi de Santa Creu de Valladolid. De manera que, intuint l'existència d'una personalitat d'estil, va denominar l'autor amb el nom de Mestre de Santa Creu, al que va identificar amb Rodrigo de Lleó, seguint l'atribució que Esteban García Chico havia fet a aquest artista d'una d'elles, la Pietat de l'església de Santa Creu de Medina de Rioseco, dada aviat corregida per Martín González el 1969 després d'una anàlisi de la dada documental.

A la mateixa conclusió va arribar Ignace Vandevivere després d'estudiar el Retaule Major de la Catedral de Palència. Els seus estudis li van portar a identificar amb un tal Alexo de Vahia una de les escultures atribuïdes per Wattenberg al Mestre de Santa Creu. Es tracta de la Magdalena que es troba actualment al nínxol més alt del carrer exterior dret. Segons consta a la còpia del contracte que es conserva registrat en el Llibre de les obres de la Catedral de Palència, se sap que el dia 4 de juny de 1505 es va encarregar a Alexo de Vahia, ymaginario veí de Becerril una Magdalena junt amb un Sant Joan Baptista per al retaule major de la Catedral esmentada. Els raonaments que Vandevivere adduïa per establir l'esmentada identitat es fonamentaven en una anàlisi minuciosa del procés de realització del retaule. En primer lloc, el bisbe el senyor Diego de Deza havia donat el dia 19 de març de 1504, 300.000 morabatís a la Catedral de Palència per a l'execució del retaule major que estaria situat a la capella actual del Sagrament. El 22 de gener del mateix any havia fet ja un contracte amb Pedro de Guadalupe, autor de l'acoblament del retaule del col·legi de Santa Creu de Valladolid, perquè, seguint el model d'aquest, fes el del retaule de la Catedral de Palència. Entretant Diego de Deza, nomenat arquebisbe de Sevilla, es va traslladar a l'esmentada ciutat. El 4 de juny de 1505 la comissió encarregada del retaule va contractar amb Alejo de Vahía l'execució de dues escultures. Al contracte es llegeix que:
| « | una de señor Sant Juan Batista y otra de la Madalena, de bulto y madera de nogal bueno sano y limpio, acabadas en perfeçión y puestas en Palencia, todo a su costa solo lo que toca a su ofiçio de ymaginario. Conviene a saber: con sus insynias, e la de Sant Juan en que aya çinco palmos y medio de vara para la parte de la mano yzquierda de la Asunçión en el medio, y la de la Madalena en que aya çinco palmos de vara para la mano derecha de la Asunción en lo alto. | » |

 Però abans que se li hagués lliurat a Alejo de Vahía l'import total de les escultures, aquestes van ser excloses del pla del retaule, ja que Fray Diego de Deza, coneixedor ja del nou estil renaixentista, va contractar la totalitat de l'obra escultòrica del retaule amb Felipe Bigarny, l'1 d'agost de 1505. L'ajuntament va vendre llavors el San Juan Bautista al convent de Santa Clara de Palència, mentre que la Madalena de noguera que fizo Alexo va romandre al taller de Pedro de Guadalupe, entre els objectes sobrants de l'obra del retaule.

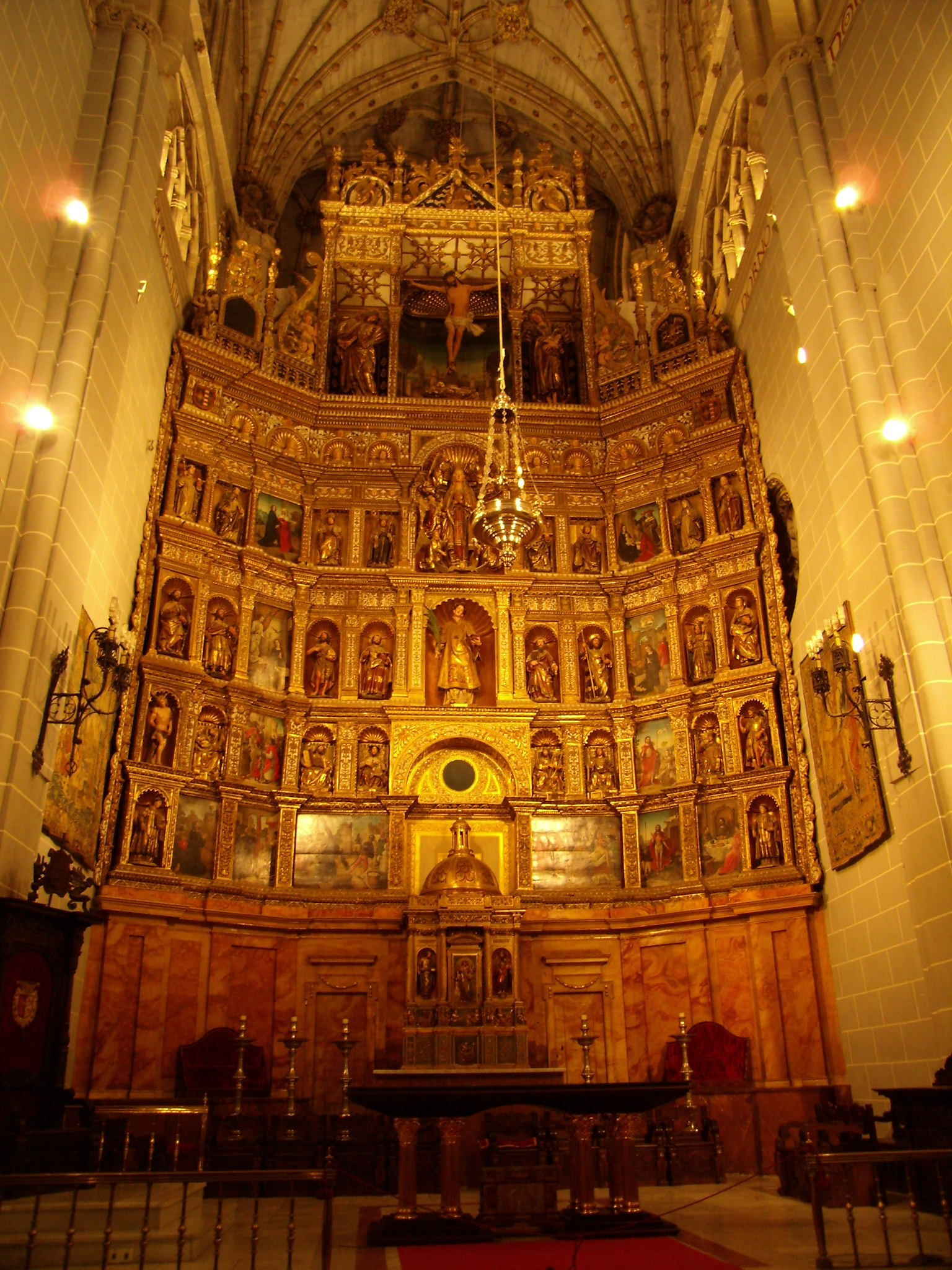
Retaule Major de la Catedral de Palència

El 1509, el nou bisbe Juan Rodríguez de Fonseca, va decidir traslladar el conjunt del retaule a la capella major actual, però en disposar-lo en l'esmentat lloc quedava petit i va ser necessari pensar a ampliar-lo, tant en amplada com en altura. Va ser llavors quan se li van afegir les pintures de Juan de Flandes, introduint modificacions en l'acoblament, i quan es va rematar amb el Calvari de Juan de Balmaseda.
Tot i així quedaven per completar quatre nínxols als carrers laterals, per als quals es necessitaven escultures. Sembla molt possible pensar que una d'elles fos la Magdalena referida contractada per Alejo, ja que la que actualment es conserva en un dels nínxols laterals del retaule, a més de ser quant a estil cronològicament anterior a les restants, coincideix en termes generals amb les mesures que s'especifiquen al contracte d'Alejo de Vahía de 1505. A més, l'atribució d'aquesta imatge de la Magdalena a Alejo de Vahia, veí de Becerril, feta per Vandevivere, sembla confirmar-se davant del fet que sigui precisament en aquesta localitat on es conservi el nombre més gran d'escultures amb les característiques de la Magdalena referida, i del qual la resta de les obres es reparteixi en una àrea molt localitzada entorn d'ella.
Per tant, l'estudi de Vandevivere va fer que l'anomenat fins llavors Mestre de Santa Creu passés a tenir nom: Alejo de Vahía.
La personalitat de l'artista va ser definida el 1974 per Ara Gil a l'obra Entorn de l'escultor Alejo de Vahía, (1490-1510), en la que ja es mostren els trets propis d'aquest mestre i un ampli catàleg de les seves obres.
Finalment ha estat també objecte d'estudi de Yarza Luaces, publicant diversos articles i aprofundint-ne encara més a la seva obra i possible origen. Al Museu Marès de Barcelona hi ha nou escultures seves, entre elles un Sant Joan Baptista, que Yarza creu possible identificar amb el realitzat per al retaule major de la Catedral de Palència, a la fundació Gòdia de Barcelona hi ha una "Pietat" de 1500 i a França n'hi ha també algunes, com la Verge de la Llet del Museu Del Louvre, una santa al Museu Goya de Sainte Castres o un bust reliquiari en Avinyó.
L'any 1987 es venia per Edward R. Lubin un grup del Plor sobre Crist mort que anteriorment havia format part de la col·lecció Bresset de París. Aquesta obra es troba actualment al Meadows Museum de Dallas.

## Biografia

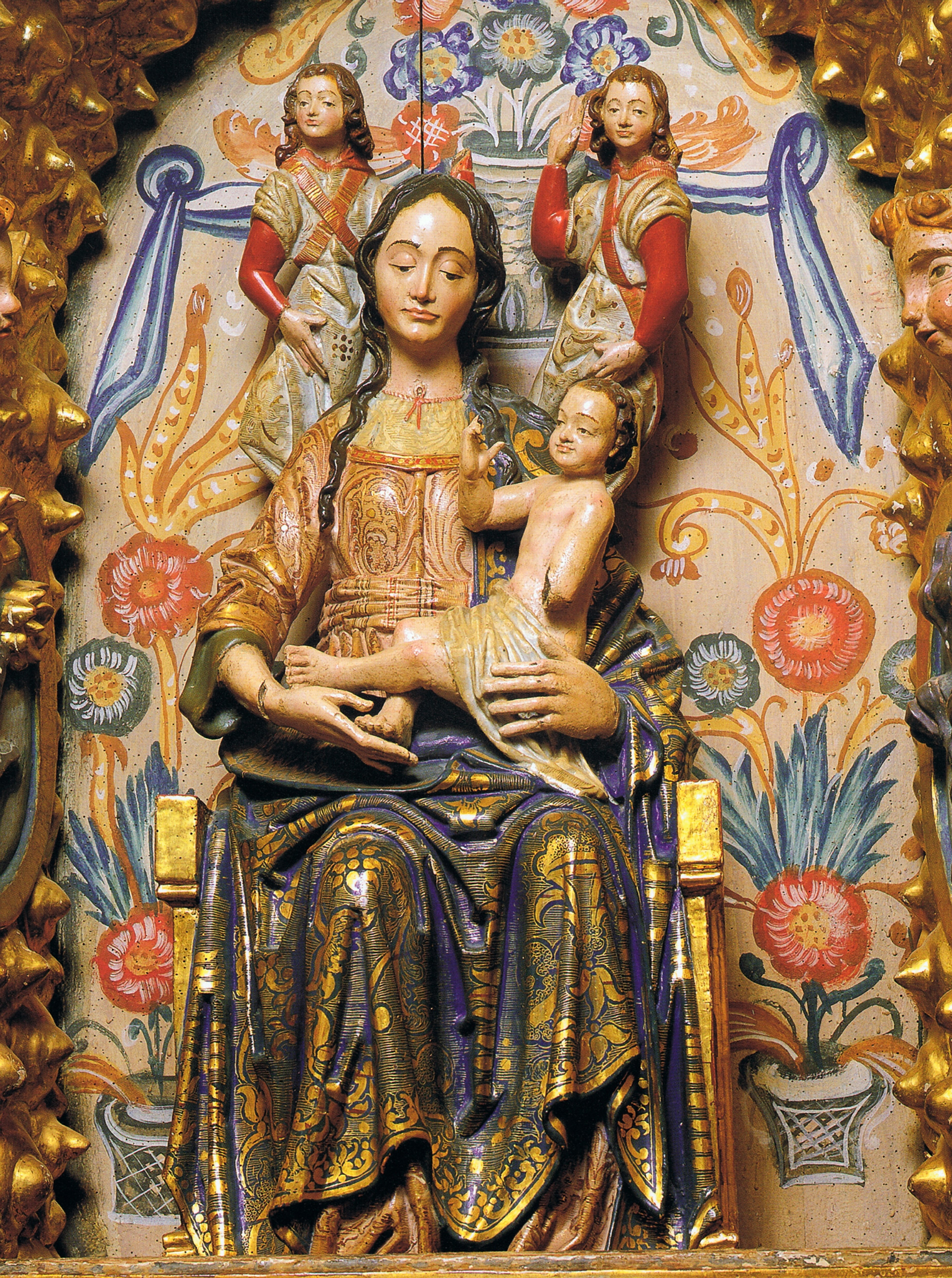
Verge dels Àngels, Cap a 1500. Villafrechós, (Valladolid)

Les dades amb què és compte, tant de tipus documental com a estilístic, venen a subministrar un esquema biogràfic incomplet, que situa el període d'activitat d'aquest artista o del seu taller, aproximadament entre 1475 i 1515, apuntant una lleugeríssima evolució en el desenvolupament de les seves formes, fins i tot dins de la immutabilitat de les seves característiques, des d'uns esquemes plàstics plans, lineals i tallants a altres una mica més arrodonits i naturals.
No se sap gens sobre el seu origen encara que la repetició a les seves escultures de certs convencionalismes usats als tallers del gòtic tardà de Limburgo, Baix Rin i Westfalia, obliga a no descartar una procedència germànica o holandesa.
El seu rastre es percep per primer cop a València, on va realitzar ca. 1475, la magnífica Dormició de la Verge de la seva catedral, però va haver d'emigrar de seguida cap a Castella, instal·lant-se a Becerril de Campos.
De 1487 a 1491 es pot trobar el seu estil, ja fet, al Col·legi de Santa Creu de Valladolid. A ell pertanyen un grup d'àngels portadors dels escuts del Cardenal Mendoza a les mènsules dels nervis de les voltes del vestíbul, del saló principal, de la sagristia de la capella i del pati. Són també obra seva les portes de fusta de la biblioteca del col·legi.
En dates pròximes a 1490 va treballar en un grup de retaules per a la província de Palència en col·laboració amb els principals pintors de l'època. Va realitzar el retaule major de l'església de Santa Eulalia de Paredes de Nava (Palència) les pintures de la qual es deuen a Pedro Berruguete, per al que va fer el grup central de l'Abraçada davant de la Porta Daurada i altres escultures. El retaule de Santa María de Becerril d'escultura i pintura en col·laboració amb Pedro Berruguete és datat igualment cap a 1490. En aquell mateix decenni va realitzar el retaule de l'església de Monzón de Campos les pintures del qual són del pintor Alejo anteriorment conegut com a Mestre de Sirga.
Entre 1491 i 1497 es data la seva activitat en el cadiratge de cor de la Catedral d'Oviedo en què van intervenir també altres mestres.
A partir de 1498 va tornar a treballar a Valladolid. El seu estil es reconeix a les escultures jacents per als sepulcres de dues parelles d'esposos, realitzats en alabastre, per a l'església de Santiago. Pertanyen a la família de Luis de la Serna, que va adquirir el patronat de la capella major de l'església.

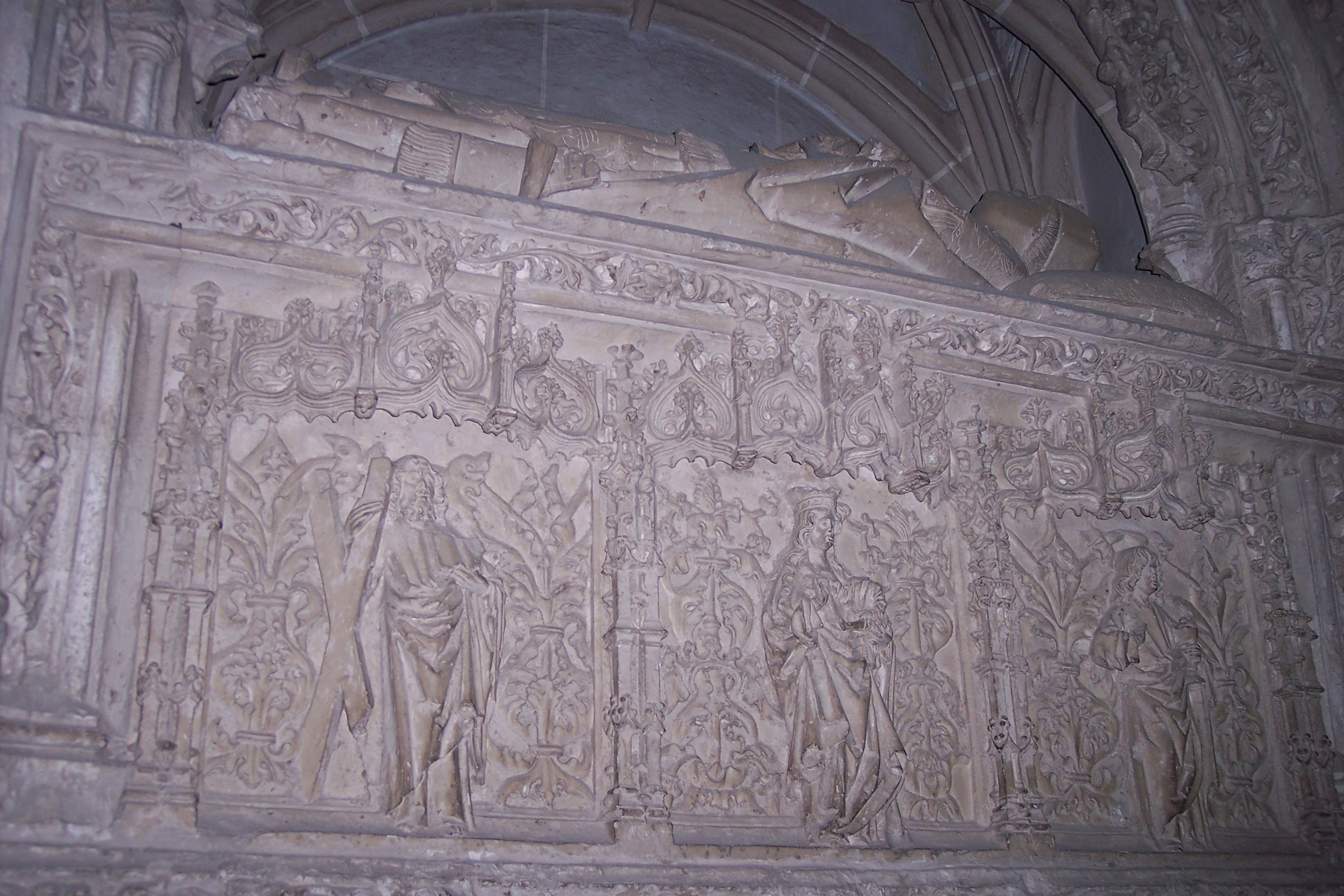
Sepulcre del Senyor Francisco Núñez, Abad de Husillos, 1501. Catedral de Palència

El "Sepulcre de Francisco Núñez, Abat de Husillos", mort el 1501, i situat a la Catedral de Palència, torna a oferir una nova fita cronològica a la seva producció.
El 1505 va rebre l'encàrrec de la Magdalena per al retaule major de la mateixa catedral, que ha servit per identificar-lo. En aquesta data era veí de Becerril de Campos, des d'on atendria els múltiples encàrrecs a jutjar per les nombroses obres que s'han conservat a la província.
El 1509 va morir l'Ardiaca de Campos, Diego de Guevara, al sepulcre del qual es reconeix també el seu estil.
Finalment, a la segona meitat de 1515 la seva dona apareix esmentada com a vídua.
La llista d'obres existents a la província de Palència és molt extensa, el que posa de manifest la popularitat que va assolir entre l'alt clergat de Palència. També en els medis rurals havia de gaudir de gran prestigi, en vista de la dispersió de la seva obra, potser perquè no cobrava cares les seves escultures, ja que els 1.500 morabatís que li van ser pagats per una peça com la Magdalena, és un preu molt baix en comparació amb els gairebé 4.000 que correspondrien per cada una de les escultures del retaule major de la Catedral de Palència a Felipe Bigarny, no estant obligat, a més, a una intervenció personal sinó a cara i mans.
Tanmateix el seu fracàs és patent en el moment en què s'enfronta amb personalitats que, per qualsevol tipus de raó, coneixien l'esperit del Renaixement. Per exemple, el bisbe Diego de Deza va ignorar les seves escultures, preferint l'estil més vigorós i entroncado amb la realitat de Felipe Bigarny.

## Característiques d'estil

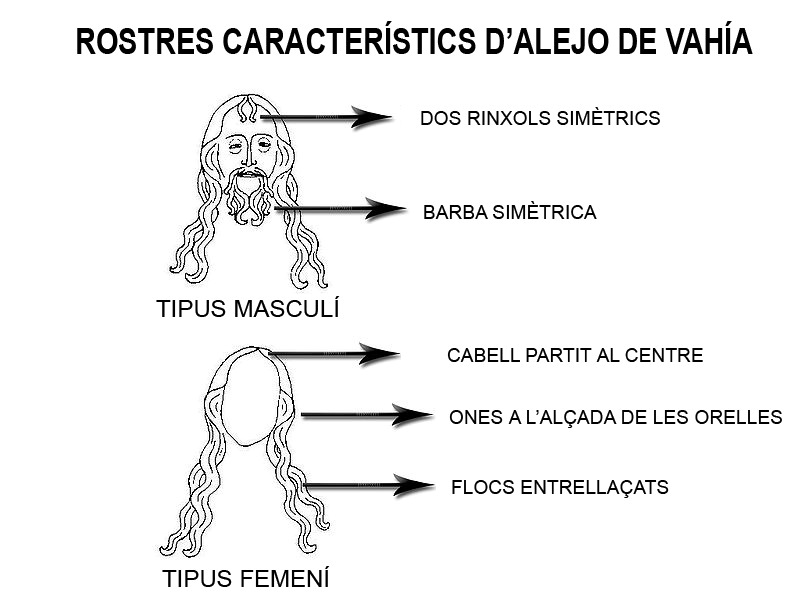
Rostres característics d'Alejo de Vahía

L'origen nòrdic del seu estil és evident, ja que molts dels convencionalismes emprats per l'artista els veiem repetir-se a les zones de Limburg, Baix Rin i Westfàlia.
Per definir el seu estil s'ha hagut de partir de les característiques de la Magdalena de Palència i d'aquelles figures pertanyents a un grup en el qual una de les escultures les repetia clarament.

### Composició de les figures
Sembla com si s'haguessin utilitzat uns esquemes geomètrics bàsics, d'allà la gran semblança entre les seves escultures. Les actituds solen mostrar un encarcarament característic, a la qual cosa contribueixen la delimitació dels volums mitjançant agudes vores lineals que donen una duresa especial al conjunt. Tanmateix aquesta duresa queda contrarestada en una bona part pels vols corbs de les vores dels mantells, per la mateixa afectació delicada de les actituds i sobretot pel convencionalisme de les expressions, que a força d'esterotipades, presenten un gest graciós.

### Configuració dels rostres
Alejo de Vahía fa servir dos esquemes vàlids tant per a figures femenines com masculines: l'oval, allargat i fi, i el circular, aplatat i més fortament expressiu, en els traçats dels quals s'adverteix la superposició dels esquemes corbs citats, i altres poligonals que serveixen per crear punts de referència.
En el tractament de les celles també es nota aquesta dualitat. En uns casos formen un arc de circumferència continu, des de les temples fins al nas, i en d'altres la part superior roman recta, marcant-se uns plecs verticals a l'entrecella. Els ulls solen ser inflats i una mica caiguts cap als costats, el nas afilat i una mica arrodonit a la punta, i les boques s'estiren adaptant-se a una línia recta que queda interrompuda per dos petits plecs verticals a les comissures.

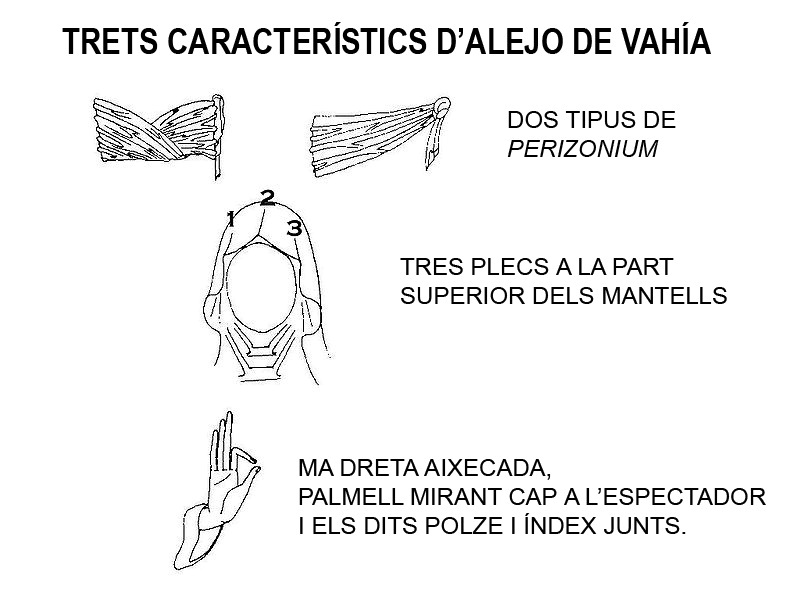
Trets propis d'Alejo de Vahía.

### Tipus de cabells
La forma més freqüent de disposar-lo és partit al centre amb dues grans ones sortints a l'altura de les orelles i, a partir d'elles, dividit en flocs que s'entrellaça formant corbes. A més, a les cabelleres masculines, és normal veure en el centre del front dos petits rínxols simètrics.
També és molt característic el tractament que fa de les barbes. Partint de les comissures de la boca, dibuixa unes ones simètriques que deixen un buit sota del llavi inferior en forma de copa. A més, quan el cabell és enrinxolat, la barba porta també rínxols circulars.

### Concepció del cos humà
Quan es fa imprescindible el tractament del cos humà, pel tema mateix, l'anatomia està esquematitzada. En general, les figures tenen els malucs alts, la cuixa curta en relació amb la cama, almenys en aparença, i la tíbia molt projectada cap a davant en un agut vèrtex. S'empra dos tipus de perizonium. En el primer tipus, un dels extrems de la tela, que passa entre les cames, es refica per davant formant una vora inferior horitzontal, mentre que en el segon tipus el drap es nua al maluc en posició horitzontal.
També veiem repetir-se una sèrie de detalls com el plec vertical del centre del pit o el vistós sistema de plecs trapezoïdals acabats en un gran vèrtex que es refica sota el peu. Tanmateix, són especialment notables els plegats que adopten els mantells sobre les tocas, sempre amb tres doblecs a la part superior del cap i dues ones sobre les espatlles, a diferència dels vels que adopten un sistema de plecs lineals.
Així mateix, un dels trets més característics a Alejo de Vahía és la disposició de la mà dreta en un bon nombre d'escultures, aixecada, amb la palma tornada cap a l'espectador i els dits polze i índex junts.
En tot cas, s'assenyala una certa hispanización del seu estil -i per això Vandevivere es refereixi amb tota propietat a Alejo de Vahía com un escultor hispano-renà -, així com una certa evolució cap a un tractament més suau de les formes.

## Obres destacades
- Crist crucificat. Museu Marès

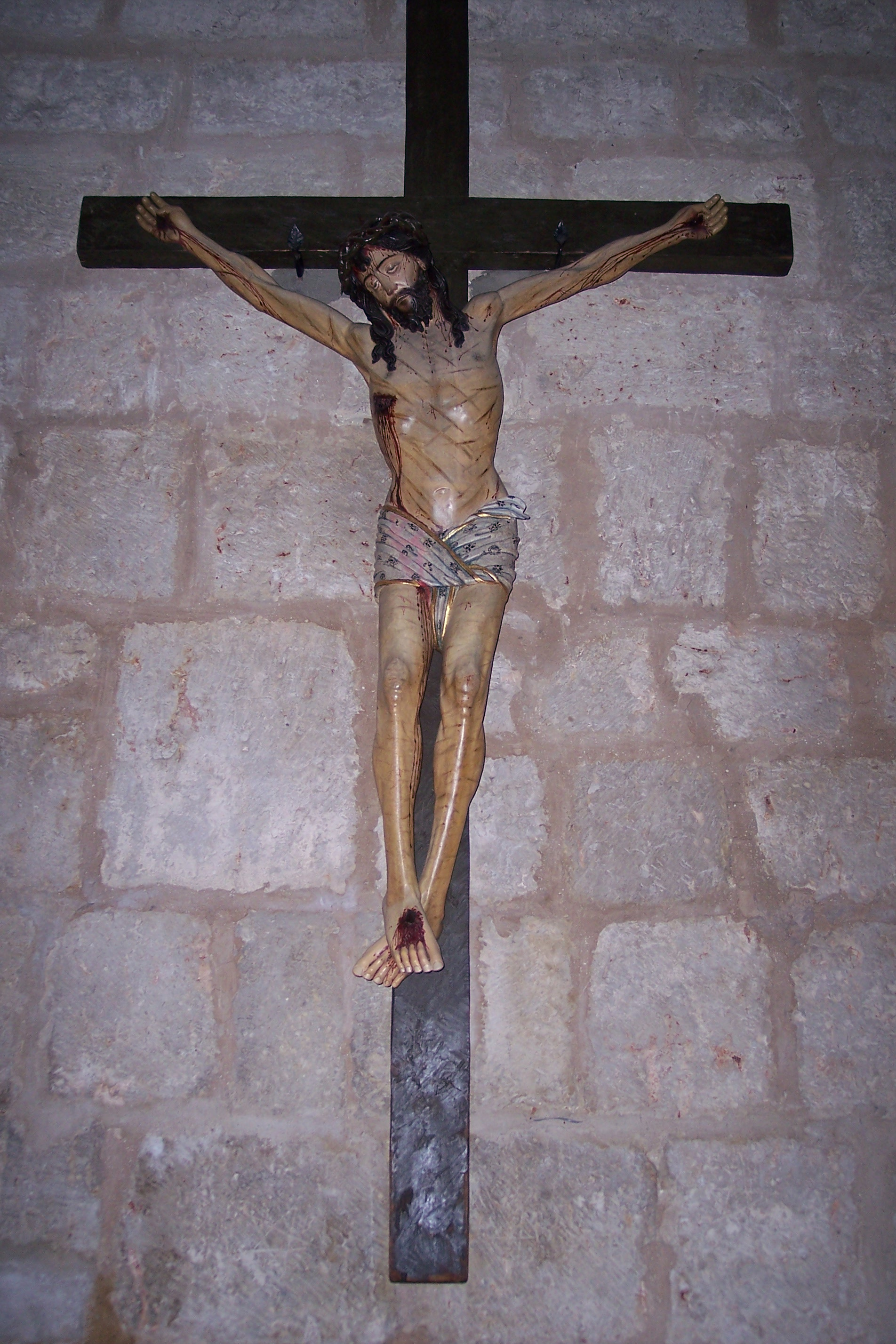
Crist crucifixat

- Dormició de la Verge. Cap a 1473-1475. Catedral de València. València.
- Abraçada davant de la Porta Daurada. Cap a 1485-1490. Museu parroquial de Santa Eulalia. Paredes de Nava, Palència.
- Cadiratge de cor de la Catedral d'Oviedo. Cap a 1491-97. Sala capitular de la Catedral d'oviedo. Oviedo.
- Sant Miquel. Cap a 1500. Església-Museu de Santa María. Becerril de Campos, Palència.
- Verge dels Àngels. Cap a 1500. Reial Monestir de Santa Clara. Villafrechós, Valladolid.
- Verge amb el Nen. Cap a 1500. Església parroquial de Morales del Vino, (Zamora).
- Crist crucifixat. Cap a 1500. Església de Sant Francesc. Palència.
- Sant Bonaventura. Cap a 1500. Museu Nacional Col·legi de Sant Gregori.
- Sepulcre del Senyor Francisco Núñez, Abat de Clavegueres. 1501. Catedral de Palència. Palència.
- María Magdalena. 1505. Retaule Major de la Catedral de Palència. Palència.
- Sant Joan Baptista. 1505. Museu Frederic Marès. Barcelona.
- Sant Gregori. Cap a 1508. Museu Diocesà de Valladolid. Valladolid.
- Sepulcre del Senyor Diego de Guevara, Ardiaca de Campos. 1509. Catedral de Palència. Palència.
- Púlpit de la Col·legiata d'Ampudia. Cap a 1510. Ampudia, Palència.
- Santa Anna Triple. Cap a 1510. Museu Catedralicio de Palència. Palència.
- Plor sobre Crist mort. Cap a 1510. Museu Diocesà de Valladolid. Valladolid.